# Михалкевич, Евгений Леонидович
Евгений Леонидович Михалкевич (род. 11 мая 1968, Череповец, Вологодская область) — советский и российский хоккеист, защитник. Заслуженный тренер России.

## Биография
Воспитанник череповецкого хоккея. В сезоне 1986/87 дебютировал за «Металлург» Череповец. В сезоне 1992/93 играл за клуб в МХЛ. Выступал за «Коминефть» Нижний Одес (1993/94 — 1995/96), польский ТТХ Торун (1996/97), команды РХЛ «Кристалл» Саратов (1997/98), «Рубин» Тюмень (1998/99), «Кристалл» Электросталь (1999/2000).
Главный тренер юношеской команды «Северстали» (2003/04 — 2004/05), главный тренер клуба первой лиги чемпионата России «Питер» (2006/07 — 2007/08). Главный тренер команды 1995 г. р. СКА СПб (2008/09 — 2009/10). Главный тренер команды МХЛ «Алмаз» Череповец (2010—2015). Тренер (2015), генеральный менеджер (2016) «Северстали». Главный тренер команды ВХЛ «Рубин» Тюмень (2016, бронзовый призер Кубка Валерия Харламова VHL.RU). Главный тренер команды 2001 г. р. СКА (2017/18). Главный тренер команды ВХЛ «СКА-Нева» (2018/19, до 4 октября). С 21 ноября 2018 — тренер в «Северстали». Заслуженный тренер России с 2018 года. В сезоне 2023-2024 в роли помощника главного тренера ХК «Металлург» (г. Магнитогорск) обладатель Кубка Гагарина - KHL.RU.
Сын Вячеслав (род. 2000) — хоккеист.